# Terekia
Terekia (Xenus cinereus) – gatunek średniej wielkości ptaka wędrownego z rodziny bekasowatych (Scolopacidae). Nie jest zagrożony wyginięciem.

## Systematyka
Jedyny przedstawiciel rodzaju Xenus. Nie wyróżnia się podgatunków. Proponowany podgatunek australis, opisany na podstawie różnic w wyglądzie odnotowanych na zimowiskach, nie jest obecnie uznawany.

## Morfologia
WyglądW upierzeniu brak wyraźnego dymorfizmu płciowego. W okresie godowym wierzch ciała szarobrązowy, z dwiema ciemniejszymi podłużnymi smugami na grzbiecie. Spód ciała biały z bokami głowy, szyją i bokami piersi pokrytymi ciemnym kreskowaniem. Dziób łukowato wygięty ku górze, czarny o żółtej nasadzie. Nogi żółte. W upierzeniu spoczynkowym wierzch ciała jednolicie szary, a spód biały. Osobniki młodociane podobne do dorosłych w szacie spoczynkowej, jednak wierzch ciała z rdzawym nalotem.
Wymiary średniedługość ciała ok. 22–25 cm
rozpiętość skrzydeł ok. 57–59 cm
masa ciała: przeciętnie 95 g
Wymiary szczegółowe: długość skrzydła 126–142 mm, dzioba – 39–52 mm; skoku 26–32 mm, a ogona – 47–57 mm.

## Występowanie
W sezonie lęgowym terekia występuje od południowej Finlandii, północno-zachodniej Rosji, Łotwy, Białorusi, Ukrainy na wschód po wschodnią Syberię, głównie w strefie tajgi. Zimuje na wybrzeżach – w południowej i wschodniej Afryce (także na Madagaskarze), od Bliskiego Wschodu przez południową Azję po Indonezję i Australię, rzadko także w Nowej Zelandii.
Do Polski zalatuje sporadycznie, do 2022 roku stwierdzono ją 135 razy (zaobserwowano łącznie 142 osobniki).

## Ekologia i zachowanie
BiotopBrzegi słodkich zbiorników wodnych i rzek. Poza obszarem lęgowym na wybrzeżach tropikalnych mórz, często w bagnistych zatokach, estuariach, również na rafach, słonawych lagunach i łachach piasku w ujściach rzek.
GniazdoOkres lęgowy trwa od maja do czerwca. Gniazdo na ziemi, w płytkim zagłębieniu obramowanym kamieniami pod osłoną trawy.

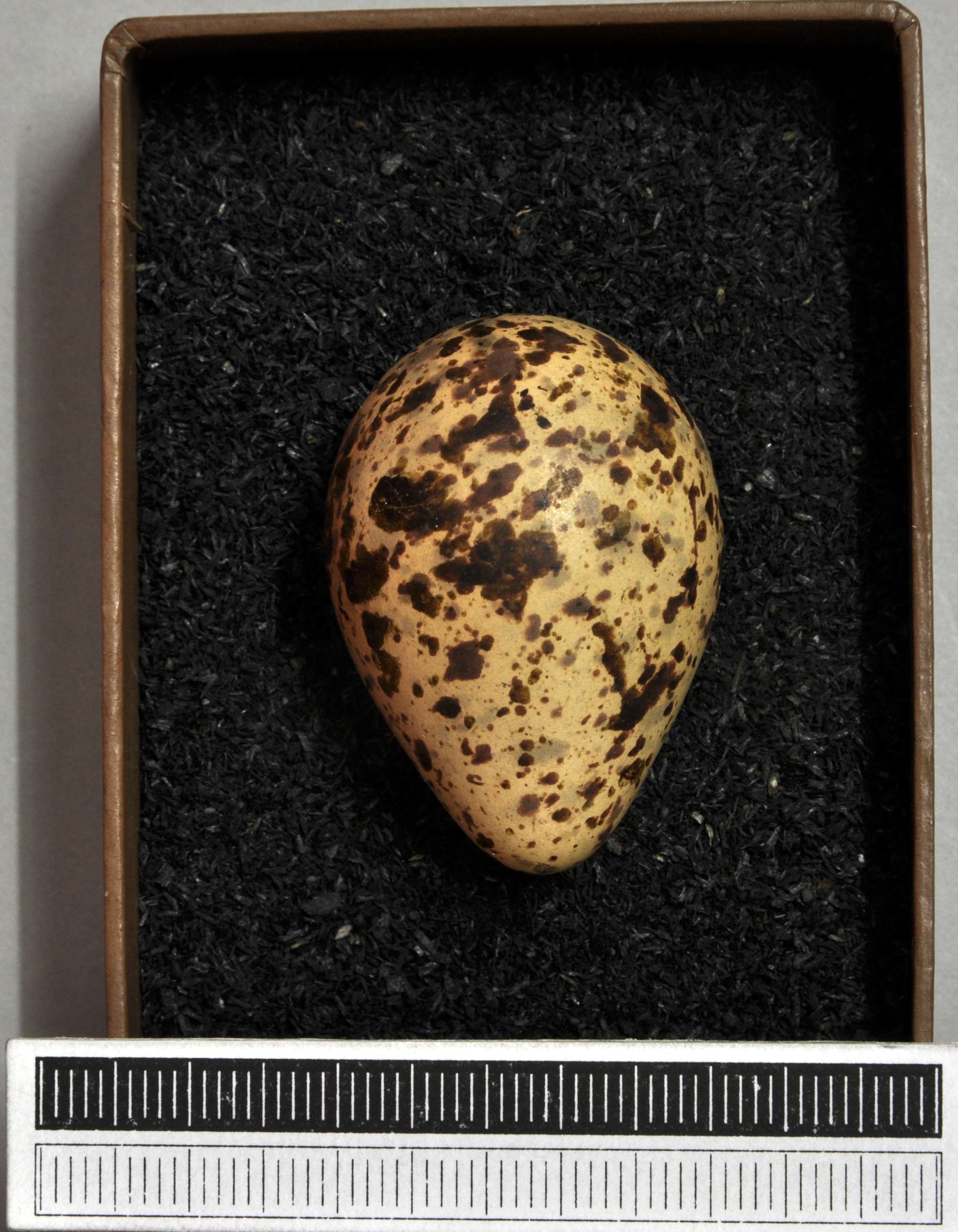
Jajo z kolekcji muzealnej

JajaW ciągu roku wyprowadza jeden lęg, składa przeważnie 4 jaja (ogółem od 2 do 5).
Wysiadywanie, pisklętaJaja wysiadywane są przez okres 23–24 dni głównie przez samicę. Po około 15 dniach młode są w pełni opierzone.
PożywienieZjada głównie bezkręgowce – skorupiaki (np. obunogi), owady (w tym muchówki i chrząszcze), mięczaki, pajęczaki, ale i nasiona. Niekiedy przed zjedzeniem zdobyczy udaje się do pobliskiego strumienia, by ją umyć. Przeważnie żeruje w stadach razem z innymi ptakami (według innego źródła na obrzeżu tych stad), takimi jak biegusy: rdzawoszyi (Calidris ruficollis), malutki (C. minuta), krzywodzioby (C. ferruginea), rdzawy (C. canutus), krwawodziób (Tringa totanus), szlamnik zwyczajny (Limosa lapponica), kamusznik zwyczajny (Arenaria interpres), brodziec szary (Tringa brevipes), skrętodziób (Anarhynchus frontalis), sieweczki: ozdobna (Charadrius bicinctus) i rdzawogłowa (C.  ruficapillus) oraz szczudłak zwyczajny (Himantopus himantopus).
Długość życiaNajstarsza znana terekia przeżyła przynajmniej 17 lat. Została złapana 13 maja 2016 roku w stacji ornitologicznej w  okolicach Turowa na Białorusi. Poprzedni rekord wynosił 16 lat (dla ptaka z Finlandii).

## Status i ochrona
Międzynarodowa Unia Ochrony Przyrody (IUCN) uznaje terekię za gatunek najmniejszej troski (LC – Least Concern) nieprzerwanie od 1988 roku. Liczebność światowej populacji, według szacunków organizacji Wetlands International z 2015 roku, mieści się w przedziale 160 000 – 1 200 000 osobników. Trend liczebności populacji uznawany jest za spadkowy.
W Polsce terekia jest objęta ścisłą ochroną gatunkową.